# Silnice II/273
Silnice II/273 je silnice II. třídy, která vede z Mělníka do Obory. Je dlouhá 33,7 km. Prochází dvěma kraji a třemi okresy.

## Vedení silnice

### Středočeský kraj, okres Mělník
- Mělník (křiž. I/9)
- Lhotka (křiž. III/2734, III/25931)
- Střemy
- Nebužely (křiž. III/27314, III/27316, III/27317)
- Velký Újezd (křiž. II/274, III/27318, III/27319)
- Mšeno (křiž. II/259, III/27320, III/27321, peáž s II/259)
- Skramouš (křiž. III/27322)
- Lobeč (křiž. III/25924)
- Nosálov (křiž. III/27321)

### Středočeský kraj, okres Mladá Boleslav
- Bezdědice (křiž. III/25911)

### Liberecký kraj, okres Česká Lípa
- Žďár (křiž. III/27323)
- Okna (křiž. III/27325)
- Oboras (křiž. I/38)